# Aleksander Fabian
Aleksander August Tomasz Fabian (ur. 30 lipca 1847 w Nowym Dworze, zm. 26 czerwca 1911 w Łodzi) – polski lekarz.

## Życiorys
Syn Szymona (1803–1885), farmaceuty,  brat Oskara (1846–1899).
Uczęszczał do gimnazjum gubernialnego, potem do III Gimnazjum w Warszawie.  Studiował medycynę na wydziale lekarskim Szkoły Głównej od 1866, studia ukończył już na Cesarskim Uniwersytecie Warszawskim w 1871. Tytuł doktora medycyny otrzymał na Uniwersytecie w Dorpacie. Uzupełniał studia w Berlinie, Würzburgu i Wiedniu. Praktykował jako lekarz górniczy Okręgu Wschodniego w Suchedniowie i jako wolnopraktykujący lekarz w Dąbrowie Górniczej. W 1884 został dyrektorem zakładu hydropatycznego w Nałęczowie. Od 1890 był miejskim lekarzem Warszawy. Potem przeniósł się do Łodzi, zajął stanowisko dyrektora zakładu leczniczego w Chojnach pod Łodzią, wykładał higienę i fizjologię w wyższych klasach szkół średnich w Łodzi. W 1872 ożenił się z Anną Marią Stockmann (1848–1935). 
Zmarł w 1911 roku, pochowany jest na Cmentarzu ewangelicko-augsburskim w Warszawie (aleja 27, rząd 1, miejsce 29).

## Dorobek naukowy
Był autorem pierwszego opisu pylicy płuc w języku polskim.

## Wybrane prace
- O pylicach, 1880
- Przyczynek do leczenia chorób gorączkowych chłodnymi kąpielami, 1878
- O wpływie nerwów na oddychanie, 1871
- Hypnotyzm w nauce a praktyce, 1890